# 秋田改進党
秋田改進党（あきたかいしんとう）は、明治時代に秋田県で結党された、自由民権を主張した地方政党。
朝野新聞記者をしていた大久保鉄作が帰郷し、真契社の成田直衛、麓長治、荒谷桂吉、山田猪太郎、秋田政談会の鈴木喜一らとともに1882年（明治15年）6月に結成した。6月18日には秋田町寺町の妙覚寺において結党式を挙げている。
党綱領は、
- 善美なる立憲政体を賛立すること
- 皇室の尊栄を保全し臣民の権利幸福を増進すること
- 内治の改良を主とし国権の拡張を期すること

というもので、機関紙として「秋田日報」を発行した。県会議員の多くが党員として属し、予算削減、県民負担軽減を唱え、当時の秋田県政界を主導した。
しかし、県知事の勧誘工作により数名の党員が官吏に転向するなどしていた中、1884年（明治17年）4月25日、筆禍事件によって刑が確定していた「秋田日報」編集人・安藤和風の入檻送別会を開いたが、折しも同日、県会を終了した秋田県会議員団が県知事や県書記官などを招いて宴会を催しており、19名の党員議員が安藤送別会を欠席し、県会の宴会の方に出席した。また、県会の宴会で酩酊したうえで送別会に参じる者もあり、これに激昂した党員が、この19名に除党状を送付するなどして党内対立が激化し、同年7月、機関紙「秋田日報」の休刊とも相俟って分裂・解党状態に陥った。

## 註釈
1. ↑  真契社は、成田直衛らの有志が1880年（明治13年）に設立した政治思想啓蒙団体。自由民権論を唱えたが、時流に乗っただけの軽佻浮薄な民権論には與せず、政治家としての教養を深めることを目的とした（『秋田の先覚 1』p.319）。

## 参照元
1. 1 2 3 4 5  『秋田大百科事典』p.9
2. ↑  『秋田県史 第五巻 明治編』p.54
3. 1 2  『秋田県史 第五巻 明治編』p.61